# Spermie

Schéma mužské spermie

Spermie je samčí pohlavní buňka (samčí gameta). Jedná se o vysoce specializovanou buňku, která slouží k vyhledání a oplodnění vajíčka. Množství spermií spolu s dalšími látkami tvoří tekutinu zvanou sperma.

## Funkce spermie
Kromě oplození musí spermie zvládnout:
- uskladnění v samčím pohlavním traktu (v ocasu nadvarlete) až několik týdnů
- proniknout mukózními tekutinami v pohlavním traktu samice
- získání dostatku energie pro své funkce v samičím pohlavním traktu
- přežít určitou dobu (několik dnů, výjimečně u některých druhů i týdnů/měsíců) v samičím pohlavním traktu (v prostředí zcela odlišném od nadvarlete)
- uniknout imunitnímu systému v pohlavním traktu samice (spermie je cizorodou buňkou)
- najít vajíčko (např. pomocí chemotaxe a termotaxe)
- proniknout obálkami vajíčka (cumulus oophorus a zona pellucida u savců)
- splynout svojí membránu s membránou vajíčka
- po splynutí (fúzi) dekondenzovat své jádro a dát vznik zygotě

Kvalita spermií nemusí klesat s věkem.

## Parametry spermií a ejakulátu
| druh          | délka spermie (μm) | šířka hlavičky (μm) | množství spermií 1ml ejakulátu (×106) | objem ejakulátu (ml) |
| skot domácí   | 70                 | 5,1                 | 700                                   | 5–10                 |
| kůň           | 58                 | 3,2                 | 40                                    | 70–120               |
| prase domácí  | 48                 | 4,6                 | 150                                   | 250–500              |
| pes           | 68                 | 4                   | 200                                   | 2                    |
| králík domácí | 54                 | 4,7                 | 450                                   | 1                    |
| člověk        | 48                 | 5                   | 50                                    | 4                    |

## Spermatogeneze
Spermatogeneze je vývoj spermie. Spermie vznikají v semenotvorných kanálcích varlete za podpory Sertoliho buněk, které tvoří stěny semenotvorných kanálků. Spermie nevznikají v celém varleti naráz, spíše v určitých vlnách podél semenotvorných kanálků (tzn. v různých částech semen. kanálku probíhají jiné části spermatogeneze). Celý proces spermatogeneze u člověka trvá přibližně 72 dní (± 2 dny), dalších cca 12 dní dochází ke zrání (maturaci) v nadvarleti.

### Spermatocytogeneze
Spermatocytogenezí se označuje tvorba haploidních buněk – spermatid. Původní diploidní buňka se označuje jako spermatogonie A lokalizovaná u bazální membrány semenotvorného kanálku (dál od dutiny v semen. kanálku). Ta se mitoticky dělí, přičemž jedna z dceřiných buněk může ztratit kontakt s membránou a přemění se na spermatogonii typu B a posléze na primární spermatocyt. Ten podstupuje meiózu za vzniku čtyř haploidních spermatid. V průběhu dělení a zrání postupně buňky cestují napříč stěnou semenotvorného kanálku.

### Spermiogeneze
Postupné úpravy haploidní spermatidy na morfologicky (tvarově) zralou spermii
- splýváním cisteren Golgiho aparátu (dle nejnovějších výzkumů se podílejí i lysozomy a endozomy) dochází ke vzniku akrozomu
- dochází k maximální kondenzaci chromatinu (komplexu DNA s proteiny),dochází k nahrazení histonů protaminem
- centriola funguje jako templát (vzor) pro vytvoření bičíku
- spermie se zbavuje nadbytečné cytoplazmy, kterou odvrhuje ve formě reziduálních tělísek (která jsou fagocytována Sertoliho buňkami)
- mitochondrie se koncentrují v bázi bičíku a vytváří tzv. mitochondriální spirálu

## Zrání spermie
Spermie po dokončení spermiogeneze je sice morfologicky zralá (tzn. vypadá jako spermie), nicméně není schopna rozpoznat, navázat a oplodnit vajíčko. Tyto schopnosti získává až v dalších maturačních procesech.

### Epididymální maturace
Po dokončení spermiogeneze se spermie dostává do nadvarlete (epididymis), kde je při průchodu dále modifikována. Změny jsou patrné hlavně ve složení a struktuře cytoplasmatické membrány, která je obohacena o cholesterol a některé proteiny. Upravuje se také tvar a obsah akrozomu. Nakonec jsou spermie skladovány v koncové části nadvarlete (ocasu, cauda epididymis) do doby, než jsou ejakulovány.

### Ejakulace
Během ejakulace dochází k promíchání epididymálních (nadvarletních) spermií se sekrety přídavných pohlavních žláz (semenných váčků, prostaty, Cowperovy (neboli bulbourethrální žlázy). Některé proteiny těchto sekretů se také navážou na membránu spermií a přechodně zamezí schopnosti rozpoznat vajíčko. Místo toho prodlužují jejich životnost a udělují jim schopnost vázat se na epitel oviduktu za tvorby oviduktálního reservoáru.

### Kapacitace
Po určité době, po kterou jsou spermie v samičím pohlavním traktu, dochází k poslednímu maturačnímu kroku – kapacitaci. Spermie postupně získává schopnost velmi efektivně najít a rozpoznat vajíčko (pomocí termotaxe a chemotaxe), navázat se na něj (resp. na jeho glykoproteinový obal zonu pellucidu) a podstoupit akrosomovou reakci.

## Oplodnění
Při sexuálním aktu závisí délka života spermie na tom, zda dojde k průniku do pochvy:
- při vniknutí do pochvy přežívá asi dva dny a bičíkem se posouvá směrem k vajíčku, které může následně oplodnit. Často se uvádí, že spermie při oplodnění odhazují bičík a dovnitř proniká jen hlavička, toto je však pouze výjimka; u většiny živočichů proniká dovnitř celá spermie.[3]
- při neúspěchu (nedostane se do pochvy) spermie rychle hyne.

V hlavičce spermie se nachází dědičná informace. U zdravého dospělého muže je v jednom mililitru semenné tekutiny přibližně 50–100 milionů spermií. Spermie přitom představují jen 5–15 objemových procent ejakulátu, zbytek je tvořen tekutinou produkovanou v prostatě, semenných váčcích a Cowperových žlázkách. Průměrný objem semenné tekutiny v jednom ejakulátu je přibližně 3 ml, a tak je jich při ejakulaci uvolněno asi 200 milionů. Z nich se k vajíčku dostane asi 200.

## Syntéza proteinů ve spermii
Dlouhou dobu se předpokládalo, že spermie je proteosynteticky neaktivní (není schopná syntézy proteinů), protože má vysoce kondenzovanou DNA, což znemožňuje transkripci. Bylo zjištěno, že spermie si s sebou nese mRNA, kterou je pak v průběhu pobytu v samičím reprodukčním traktu (např. během kapacitace) schopna překládat a doplňovat tak své proteiny. Syntéza ovšem neprobíhá na normálních cytoplazmatických ribozomech, ale na ribozomech pocházejících z mitochondrie (ribozomy prokaryotického typu).

## Historie
V roce 1677 pozoroval spermie u psa a králíka nizozemský mikrobiolog Antoni van Leeuwenhoek, poté co ho na ně upozornil leydenský student Jan Ham (1650–1723) Dále je v roce 1841 popsal švýcarský anatom Albert von Kölliker ve své práci Untersuchungen über die Bedeutung der Samenfänden.

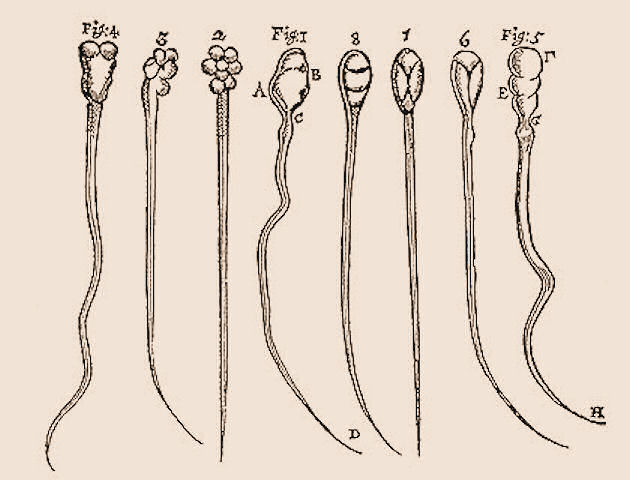
Kresba psí a králičí spermie
Autor: Antoni van Leeuwenhoek, 1677